# Demetrio Fernández Paz
Demetrio Fernández Paz (n. en Almaraz, Cáceres, el 20 de julio de 1938) ex-director de CNTA-Laboratorio del Ebro.
Contrajo matrimonio con la navarra Raquel Razquin Díaz en el año 1966 con la que actualmente reside en la capital Navarra, Pamplona.
En el año 1962 comenzó su vida laboral de la mano de Estándar Eléctrica en Madrid como Operador Técnico, después trabajo para IBERIA Líneas Aéreas de España como Técnico del Departamento de aprovisionamiento y más tarde como Adjunto al Director de departamento.
También lo hizo en POTASAS y en MATESA, ambas de Pamplona hasta que su carrera profesional desembocó en las industrias agroalimentarias.
Trabajó como director de CNTA-Laboratorio del Ebro, en el cual trabajaban alrededor de 100 personas con unos 200 clientes aproximadamente.
En junio de 2003 recibió la Encomienda de Número de la Orden del Mérito Agrario, Pesquero y Alimentario.
El 14 de mayo de 2009 recibió la medalla al Mérito del Trabajo en su categoría de oro.